# Hemiancistrus guahiborum
Hemiancistrus guahiborum — вид риб з роду Hemiancistrus родини Лорікарієві ряду сомоподібні.

## Опис
Загальна довжина сягає 14 см. Голова велика, морда сильно сплощена. Очі помірного розміру. Перед ними є рогові нарости. Рот являє собою велику присоску. Тулуб масивний, сплощений зверху, його щільно вкрито кістковими пластинками. Спинний та грудні плавці великі, довгі, мають значні шипи. Жировий та анальний плавці маленькі. Хвостовий плавець короткий, широкий, з виїмкою.  
Забарвлення помаранчеве з темними плямами по всьому тілу. Спинний і хвостовий плавці мають світло-коричневу облямівку. 

## Спосіб життя
Це демерсальна риба. Воліє до великих та середніх річок. Зустрічається на скелястих ділянках з дуже сильною течією. Вдень ховається в щілинах між камінням. Активна вночі. Живиться водоростями, невеличкими креветками, личинками.

## Розповсюдження
Мешкає у басейні річки Оріноко (Венесуела).